# 優しい雨
「優しい雨」（やさしいあめ）は、小泉今日子が1993年2月3日にビクター音楽産業からリリースした34枚目のシングル。

## 解説
小泉も出演したTBS系ドラマ『愛するということ』の主題歌となりオリコンチャート及びCDの出荷ベースで「あなたに会えてよかった」に次ぐセールスとなった。
オリコンチャートでは、同日発売となった工藤静香の「慟哭」に阻まれ2位となったが、売上枚数は95万枚を突破、累計出荷枚数は143万枚を記録した。
「優しい雨」を作曲した鈴木祥子は、同楽曲のコーラスとコーラスアレンジも兼務。1993年発売シングル「ラジオのように」のカップリング曲・アルバム『RadioGenic』の収録曲として、「優しい雨」をセルフカバーした。アルバム・バージョンの方はアコースティックな曲調となっている。

## 収録曲
全作詞：小泉今日子
1. 優しい雨
  - 作曲・コーラスアレンジ：鈴木祥子／編曲：白井良明
  - ストリングスアレンジ：武川雅寛
2. 永遠の友達
  - 作曲：大沢誉志幸／編曲：大村雅朗
3. 優しい雨（オリジナル・カラオケ）
4. 永遠の友達（オリジナル・カラオケ）

## カバー
- 2007年、杏里（カバー・アルバム『tears of anri』）
- 2007年、伴都美子（カバー・アルバム『Voice〜cover you with love〜』）
- 2007年、河口恭吾（アルバム『君を好きだったあの頃』）
- 2010年、広瀬香美（カバー・アルバム『DRAMA Songs』）
- 2010年、今井ゆうぞう（カバー・アルバム『君と歩いた時間』）